# Типитапа
Типита́па (исп. Tipitapa) — город и муниципалитет в западной части Никарагуа, на территории департамента Манагуа.

## Географическое положение
Город расположен в 22 км к востоку от столицы страны, города Манагуа. Абсолютная высота — 60 метров над уровнем моря. Площадь муниципалитета составляет 975,17 км².

## Население
В 2013 году численность населения города составляет 100 248 человек.
Динамика численности населения города по годам:
| 1971  | 1995   | 2000    | 2005   | 2013    |
| ----- | ------ | ------- | ------ | ------- |
| 5 674 | 67 925 | 106 593 | 85 948 | 100 248 |

## Экономика
В 1970—1980-е годы основу экономики города составляло животноводство, однако к началу 1990-х годов эта отрасль пришла в упадок. Сегодня наиболее важными с/х культурами, выращиваемыми в муниципалитете, являются кукуруза, сорго, дыни и арахис. К северу от города осуществляется добыча вулканического туфа. Промышленность развита слабо.
В апреле 2010 года тропический ураган разрушил 411 домов в городе Типитапа.
В городе находится ТЭС «Tipitapa» (мощность 52 МВт).